# Szentháromság-templom (Velemér)
Magyarország sok szempontból legkülönlegesebb temploma a Szentháromság tiszteletére szentelt, egyhajós, nyugati tornyos, a nyolcszög három oldalával záródó szentéllyel ellátott, kőből és téglából épült, keletelt római katolikus templom Veleméren, ami a mostani falu déli végében található Papréten emelkedik.
Műemlék: törzsszáma 8135, KÖH azonosító száma 9510.

## Története
Velemér 10 falu központja volt az Árpád-kor elején, ezért feltehető, hogy a templom vagy elődjének építését még Szent István rendelte el.
Építésének idejét nem ismerjük; először egy 1360-ban kelt oklevélben említik; ez megnevezi, hogy a Szentháromságnak (Scentrynitas) szentelték. Freskóit 1377–78-ban festette Aquila János, aki a szentély északi falán önarcképét és művésznevét is megörökítette.
A reformáció idején, 1560 körül a földbirtokos Batthyány család és vele a falu reformátussá lett; a freskókat lemeszelték. Az ellenreformáció során a lakosság református maradt, de  templomot az osztrák megszállók visszaadták a katolikus egyháznak (1732-ben már bizonnyal ismét katolikus volt). A hívek nélkül maradt épület leromlott, kis híján el is pusztult – 1808-ban a tető rossz állapota miatt már nem tartottak benne miséket: a beverő eső leoldotta mészréteget, és alatta a freskók is pusztulni kezdtek. Az 1800-as évek második felében egy tűzvész oltóvize megrongálta a freskókat. A templom sokáig tető nélkül állt, hajójában fák nőttek. A képek jó részét csak Rómer Flóris felméréséből ismerjük.
1863-ban Gózon Imre szentgyörgyvölgyi református tanító vezette el a templomhoz Rómer Flórist, aki az épületet rémes állapotban találta: hiányzott a hajó és a torony tetőzete, a padlót állati ürülék borította, közötte tábortüzek nyomaival. Mindez arra utalt, hogy az épületet a környék szegényei és állatai használják. Az épület arányai és a festmények megragadták Rómert, aki ezért megbízta a pályakezdő Storno Ferencet, hogy készítsen rajzokat a templomról és a freskókról. Minden befolyását latba vetve elérte, hogy a szombathelyi egyházmegye fedesse be az épületet; ezt Szenczy Ferenc szombathelyi püspök meg is tette (1864-ben vagy 1865-ben). A tetőn azonban átszivárgott a víz, és tovább rongálta a képeket.
1874-ben adta közre Rómer Flóris a templom és képeinek részletes leírását – ő a képeket a mainál még jobb, teljesebb állapotban láthatta.
Az 1919-es Tanácsköztársaság idején az orosz hadifogságból visszatért Szabó István, a falu későbbi iskolaigazgatója által szervezett szegényparaszt csoport (amit a lakosság „kuliter banda” néven emlegetett) le akarta bontani a romos templomot, hogy a kövekből istállót építsen.
1940-ben látogatta meg a templomot Pável Ágoston, a szombathelyi múzeum igazgatója, és megállapította, hogy a már szinte romos épület alig látszik ki a gaz és cserjék sűrűjéből.
Ezután templomot és a freskókat több alkalommal restaurálták (1941-ben, 1956–1966 között, 1967–68-ban és végül 2003-ban). A kis templom az eredetinek megfelelően helyreállítható tetőzet kivételével őrzi az 1300-as évek végén megteremtett képét és lenyűgöző, bensőséges hangulatát. Jelen állapotában a legtöbb falkép jól látszik, néhány alig kivehető, de vannak teljesen elpusztult részek is.
2023 augusztusában Dóka Ferenc őriszentpéteri plébános kijelentette, hogy a keresztényellenes, ezoterikus, áltudományos és dilettáns megnyilvánulásairól hírhedt Pap Gábor A bölcsesség házat épít magának című könyvében, amit a veleméri Szentháromság-templomról írt, azzal a valótlan állítással rágalmazza a zsidó és keresztény egyházakat – köztük a katolikus egyházat is –, hogy meghamisított Szentírást hirdetnek. Dóka Ferenc szerint Pap Gábor állítása nem a kereszténységnek, hanem a manicheizmusnak felel meg, amit a katolikus egyház egyértelműen elítél. Éppen ezért Dóka Ferenc úgy döntött, hogy a plébániájához tartozó veleméri templomban Pap Gábor a továbbiakban nem tarthat előadást. Plébánosként ugyanis kötelességének tartja gondoskodni róla, hogy ilyen keresztényellenes tévtanításokat a templomban és a hozzá tartozó egyházi tulajdonban lévő területen ne propagálhasson senki.

## Az épület

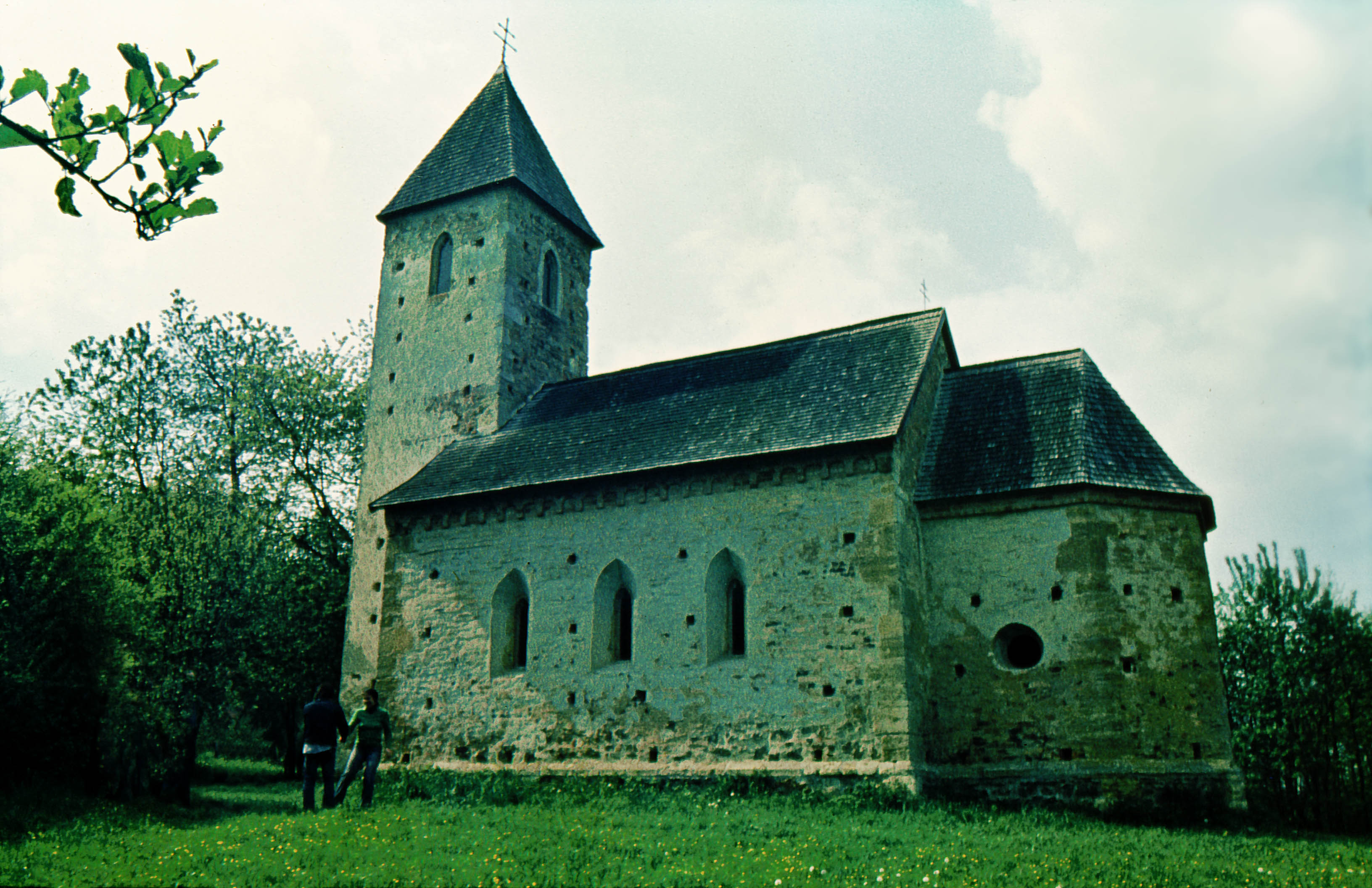
A veleméri román kori templom a restaurálás idején, 1977-ben, a fal kiszárítására szolgáló szellőzőnyílásokkal

A templom egyterű, téglalap alaprajzú hajójához alacsonyabb, (a nyolcszög három oldalával) szögletesen záródó, boltozott szentély csatlakozik. A szentély tengelyét egy résablak, déli falát egy kerek ablak töri át. A hajón három résablak található.
A nyugati homlokzat elé kiugró, négyzetes alaprajzú tornyot a földszinten kapuk törik át. A templom előcsarnoka a toronyalj; ide vezet a külső csúcsíves kapu. A templomhajóba nyíló belső ajtó gótikus, körtetagozatos. A torony nyugati homlokzatának három gótikus ablaka közül kettő lőrésszerű, egyenesen levágott, a legfelső díszesebb, mérműves – a torony másik három oldalán is van egy-egy ugyanilyen ablak.
A négyzetes toronyhoz csatlakozik a téglalap alaprajzú hajó, amit délről három, a szentély keleti oldalán egy csúcsíves, a szentély déli oldalán egy kerek ablak világít meg. A hajó északi és déli oldalán fennmaradt az íves téglapárkányzat egy része a párkányokat lezáró kőkonzolokkal – ezek közül három emberfejes, egy pedig egyszerű, sima.
A templomot főleg téglából, kis részben kőből és téglából vegyesen rakták. Az alapokat, a lábazatokat, a sarokarmírozásokat, a bejárat és ablakok kereteit – a körablak kivételével – kőből faragták.
A hajót a szentélytől diadalív választja el.
A szentély keleti ablakának könyöklőjét a kifestéshez lefaragták, hogy igazodjon Aquila János festményének vonalához. A szentély északi oldalán állt a pasztofórium, felső részén díszesebb oromzattal. Rómer Flóris leírta, hogy ennek legnagyobb részét nem sokkal az ő látogatása előtt ellopták úgy, hogy csak a háromszögű oromzat maradt meg középen ötszirmú rózsával meg a két csúcstornyocska.
A templomot egykor árok és sánc övezte.
Rómer Flóris leírásából tudjuk, hogy az épületet eredetileg kívül is festették. Így például a hajó külső falát a bejárattól jobbra szent Kristóf hatalmas freskója díszítette. Rómer leírása óta a külső képek leáztak; szent Kristóf ábrázolásából már csak a glória nyomai fedezhetők fel.
A közeli temetőben érdekes református fejfák láthatók.

## A szentély freskói
A templomban a legfeltűnőbb kép a bejárattal szemben, a szentély résablaka körül és fölött látható: az Üdvözítő képmása egy kendőn. Az ablakot övező feliratból egyértelműen kiderül, hogy a művész szándéka szerint ez a Vera ikon, tehát a kendő Veronika kendője. Valószínűsíthető, hogy a restaurátor apró részletekben, de lényegileg megmásította a képet: Storno Ferenc rajzán Jézus jobbra lefelé néz, arcvonásai szelídek. A kép jelenlegi változatán tekintete zordabb, bal szeme szembenéz a belépővel.
A résablak két oldalán, kissé lejjebb az angyali üdvözlet látható: Balra Gábriel arkangyal névfeliratos alakjának baljából feliratszalag kacskaringózik elő Lukács evangéliumának szavaival: „Ave gratia plena, domin(us) tecum” (üdvözlégy, kegyelemmel teljes, az Úr veled van); jobbját áldóan Szűz Mária felé emeli. Az angyali üdvözletet fogadó Mária az ablak túloldalán látható egy kis, cellaszerű szobában. Előtte nyitott könyv, aminek lapjai imájának kezdő szavai olvasható ugyancsak úgy, ahogyan azt Lukács leírta: „Magnificat anima mea dominum et ex…” (Magasztalja a lelkem az Urat). Kettejük között az ablak bélletéből kilenc virág nő ki, az angyali üdvözlettől a születésig eltelt kilenc hónapra utalva.
Az eltűnt evangélista alatt egy azonosít(hat)atlan, glóriás nő áll, és egy ugyancsak azonosítatlan épületet tart kezében – az épület nem hasonlít a veleméri templomra; föltételezések szerint pusztán egy jól megépített ház makettje kíván lenni. A szent jobbján látható szentségház díszítő elemei erősen megkoptak. Fölötte-mellette, festette meg önnön képmását Aquila János. Jékely Zsombor figyelt fel arra, hogy Aquila alakja a donátor, azaz a templomot építtető kegyúr szokásos helyén térdepel, miként arra a rendkívül szokatlan tényre is, hogy a tényleges donátor kilétére a templomban semmi sem utal.
A festővel átellenben, a szentély kerek ablaka alatt láthatók a mise szokásos kellékei:
- kehely,
- kancsók,
- biblia,
- misekönyv.

Ezektől balra egykor szent Apollónia alakja állt – az ő képe már 1863-ban sem látszott, de akkor a névfeliratot Rómer Flóris még el tudta olvasni. A tőle jobbra álló, és éppen a lelkeket mérlegelő Mihály arkangyal képmása viszont jó állapotban maradt fenn: jobbjával kardot emel magasra, és baljában tartja a mérleget, aminek mindkét serpenyőjében az ítéletre váró alak ül, hogy a menny és pokol erői megküzdjenek érte. Az ördögök – Rómer Flóris még ki tudta olvasni a Sathanas és Belzebu(b) neveket – minden erejükkel a feléjük eső serpenyőt kívánják lehúzni, a mérleg nyelve mégis a túlodalra billen, ahol egy angyal egy épület makettjét a serpenyőbe téve ellensúlyozza az ördögök erőlködését.
A diadalív szentély felé eső részét virágos indák díszítik. Középen a három koncentrikus kör a Szentháromság végsőkig letisztult jelképe.

## A hajó freskói
A diadalív hajó felőli oldala viszonylag jó állapotban maradt fenn. A csúcsa fölötti mandorlában a Világbíró Krisztus trónol az utolsó ítélet központi alakjaként, két oldalán egy-egy írásszalaggal. Jobbján a szalag szövege: in regnum patris, azaz (jöjjetek) Atyám országába. Balján ez olvasható: in ignem eternum, azaz (távozzatok) az örök tűzre.
Az üdvözültek képmezeje két részből áll. Alul, a kősírok mellett egy angyal fújja a végítélet harsonáját, aminek hangjára a holtak kikelnek sírjaikból. A felső részen egy furcsa, mezítlábas figura kíséri az üdvözülteket a kép bal szélén álló hófehér toronyhoz, aminek ajtajából egy angyal nyújtotta feléjük a kezét (ezt Storno Ferenc még felismerte; ma már nem látható).
Átellenben osztatlan képmező jeleníti meg a Poklot, amelyben a karmos lábú, oszlopot szorongató Lucifer várja az érkezőket. A hatalmas alak ül, de nincs alatta szék, jelezve, hogy a pokol és lakói a semmiben vannak. A kárhozottak közül a király hiába mutat koronájára, a gazdag pénzére – itt csak a bűnök számítanak, amik közül a festő a paráznaságot emelte ki.
A hajó bal oldalán a megfeszített Krisztus már halott; feje lehanyatlott. Lábait alulról és hátulról kilőtt nyílvessző rögzíti a kereszthez. Lehet, hogy ennek a nyilvánvaló képtelenségnek is van valamilyen szimbolikus jelentése, mindenesetre ha van is, az máig megfejtetlen. A kereszt alatt a kezét összekulcsoló Mária és a könyvet tartó János evangélista látható.
A diadalívtől jobbra egy Mettercia-ábrázolás díszíti a falat: Szent Anna gyermeke, Szűz Mária kicsiny, de felnőttnek ábrázolt alakját tartja karjában, ő pedig a kis Jézust fogja. Ezt a feliratszalag is egyértelműsíti; ugyanitt olvasható a templom kifestésének évszáma: 1377.
A templom legnagyobb összefüggő, kifestett felülete az ablaktalan északi fal. Itt a felső sorban párosával a 12 apostolt örökítette meg a festő, de a beázások miatt már csak meztelen lábuk és köpenyük alja látható. A viszonylag jó állapotban fennmaradt alsó képsor fő témája a Háromkirályok imádása. Menetüket kürtöt fúvó, merkúrkalapos szolga zárja. A kép hátterében, ami a festő bravúros megoldásának köszönhetően szinte előtérnek látszik, vadászjelenetet láthatunk. A szolga előtti (harmadik) király ifjú – a lova sárga, ruhája fehér, feje koronás, és egy serleget nyújt maga elé. A középső, középkorúnak ábrázolt király lova rőt, ruhája zöld, és visszafordul fiatalabb társa felé. Jobbjából feliratszalag gördül elő, de ennek betűit már Rómer Flóris sem tudta elolvasni, mint ahogy lekopott a baljában tartott tárgy is. A legelső, fehér ló nyergéből már leszállt lovasa, aki a névfelirat szerint „Caspar”, azaz Gáspár – ő a baldachinos trónuson ülő és gyermekét tartó, koronás Szűzanya előtt térdel. Jobbjával egy szelencét ajánl fel Jézusnak, baljával pedig koronáját – hogy kinek, az csak a teljes kép szimbólumrendszeréből derül ki. Feje fölött fényes csillag ragyog, sugarait Máriára és a kisdedre vetve – a sugarak hajdan ezüstösek voltak, de mára megfeketedtek. Az öreg király süvegét és lova kantárszárát egy ugyancsak javakorabeli férfi tartja. A ló mögött két szolga kisebb figurája áll: az egyik egy csőrös edényből iszik, merkúrkalapos társ pedig (aki valószínűleg azonos a kürtössel) próbálja ebben akadályozni. Az öreg király lovának nyergébe egy majom ült föl; ő tartja a kantárt.
A képsor további elemei nem tartoznak a Háromkirályok imádásához:
- Szent László királyunk hermelinpalástot hord, kezében pedig alabárdot tart. Fejét glória övezi; koronáját egy angyal hozza.
- Mürai Szent Miklóst kezében pásztorbottal, fején püspöksüveggel éppen legismertebb jócselekedete (a szegény lányok szüzességének megmentése) közben láthatjuk.

A hajó déli falát a három résablak négy részre osztja, és ezek mindegyikében egy-egy szent portréját festette meg Aquila János. Közülük már csak a szentélyhez legközelebbi: Árpád-házi Szent Erzsébet ismerhető fel.
A nyugati fal bal alsó sarkában a köpönyeges Madonna – a bűnösök végső menedéke – ábrázolása vehető ki: a mindenféle rendű-rangú bűnösök az ő köpönyege alatt keresnek menedéket. Az odasereglettek némelyikének arca karikatúraszerű: ez nem az eredeti kompozíció része, hanem ismeretlenek összefirkálták a falat. A Madonna fölött 1863-ban Rómer Flóris még ki tudta venni Szent Márton alakját; azóta ez a felismerhetetlenségig megkopott, miként a szemközti falon Sárkányölő Szent György alakja is. Alatta egy várost ábrázolt a festő (lehet, hogy innen indultak a Háromkirályok – más értelmezés szerint ez a Mennyei Jeruzsálem lehet), és a város kapuján kivehető az önfeláldozás jelképe, a fiókáit önvérével tápláló pelikán alakja.

## Hitélet
A református többségű település mellett álló katolikus templom a kercaszomori plébánia filiája.
Évente kétszer van búcsú és mise (Szentháromság napján és augusztus 20-án). Ezeken kívül vannak eseti szertartások, mint például esküvők is.

## Freskórészletek

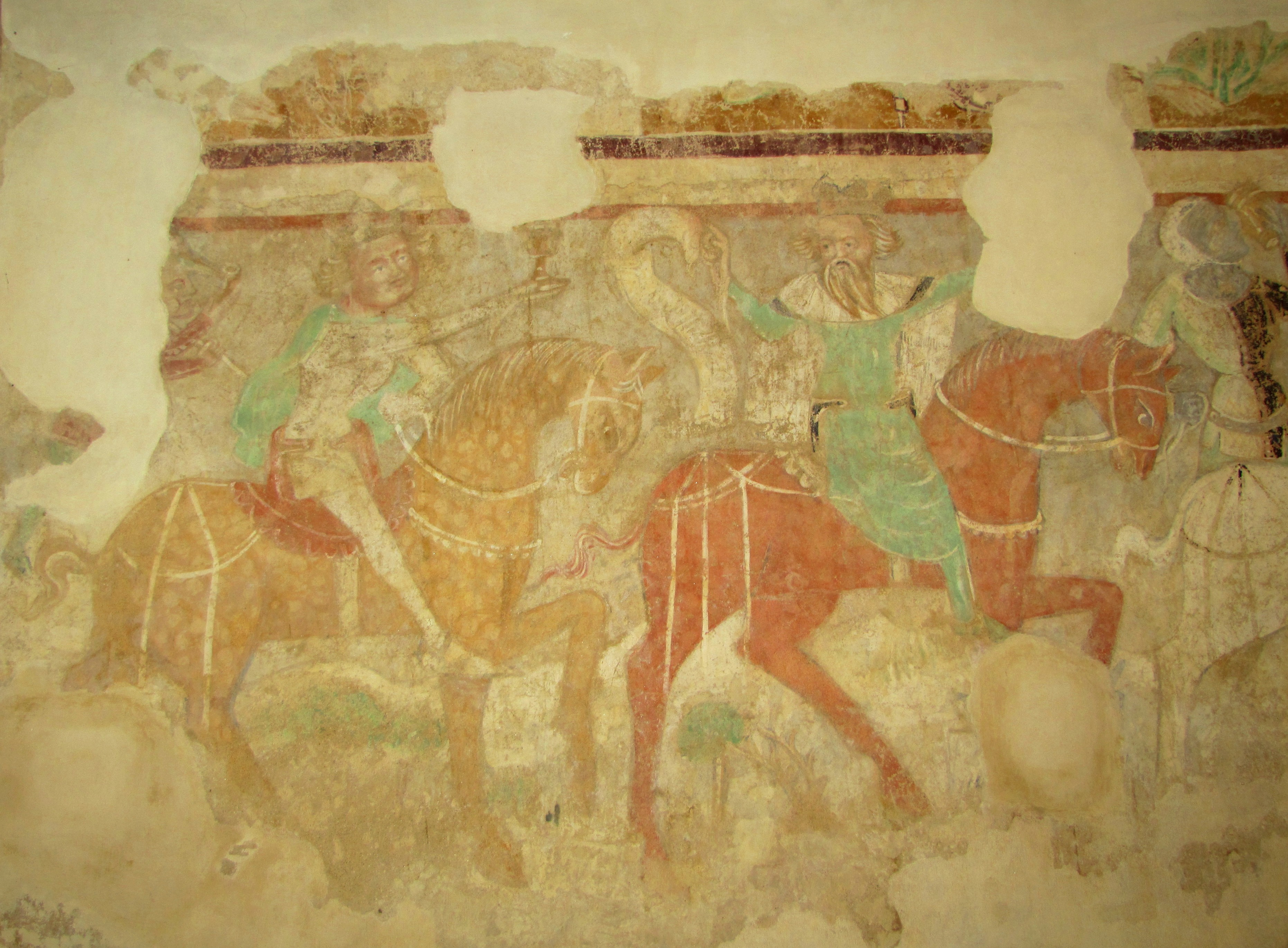
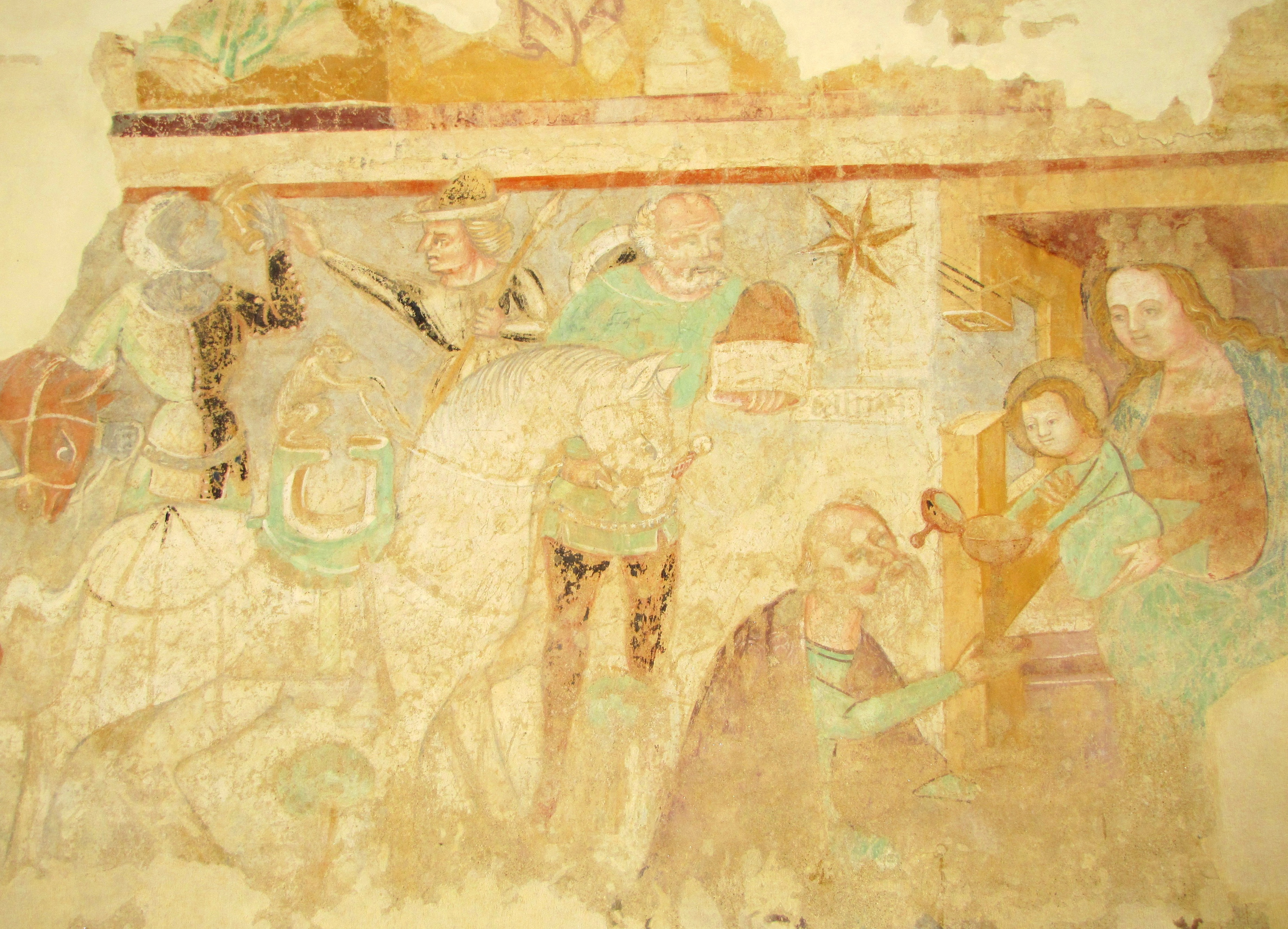
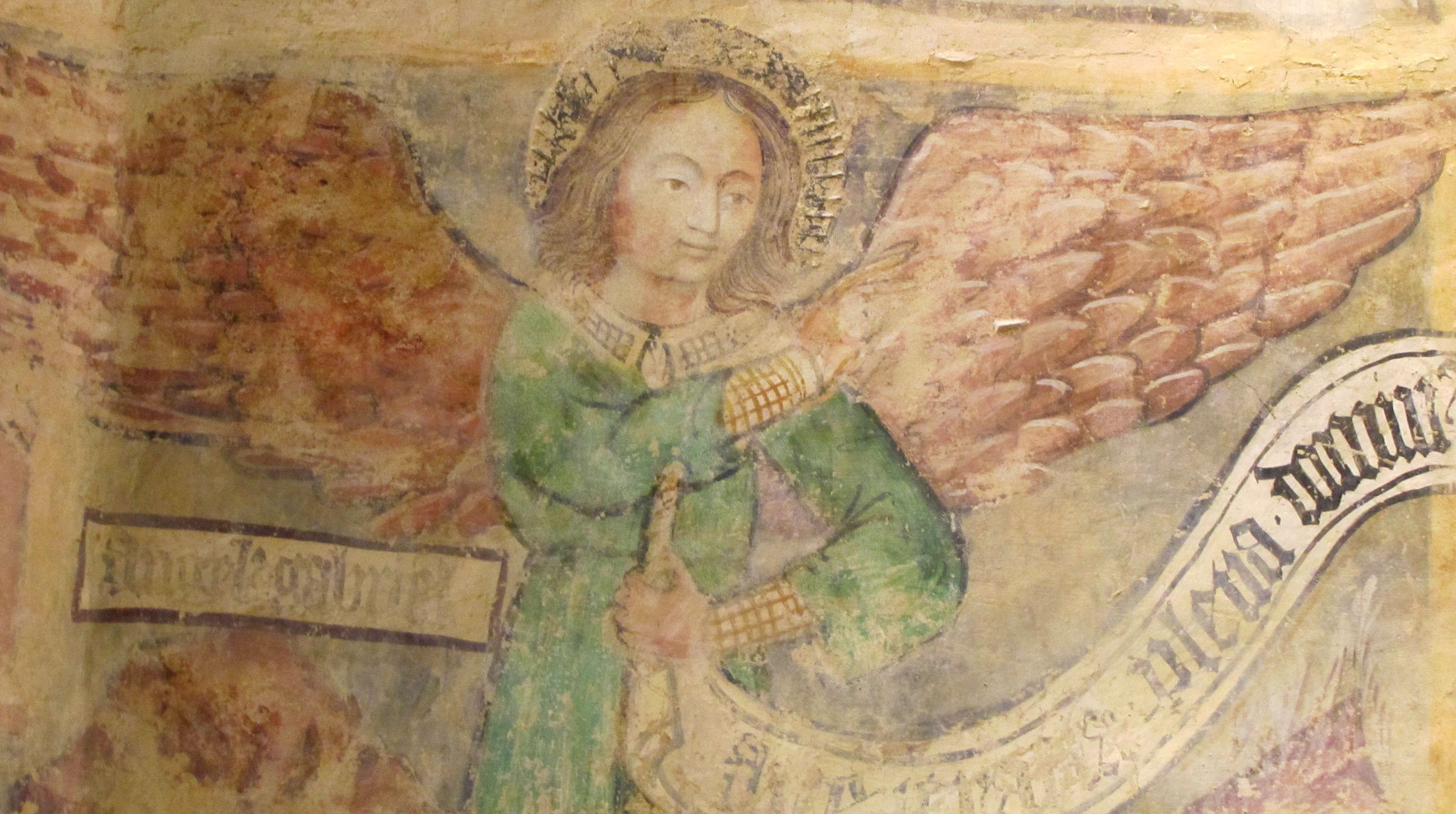
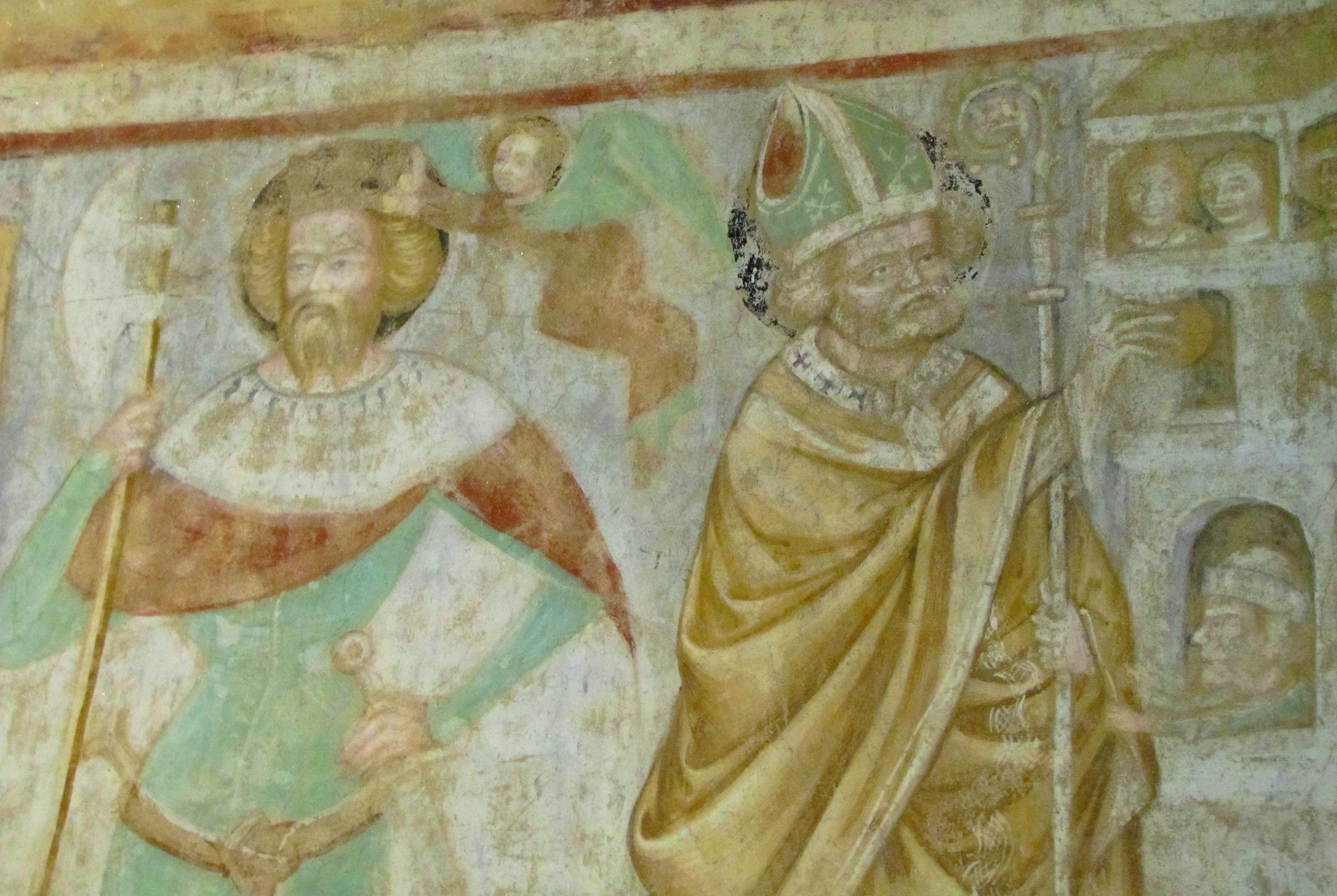
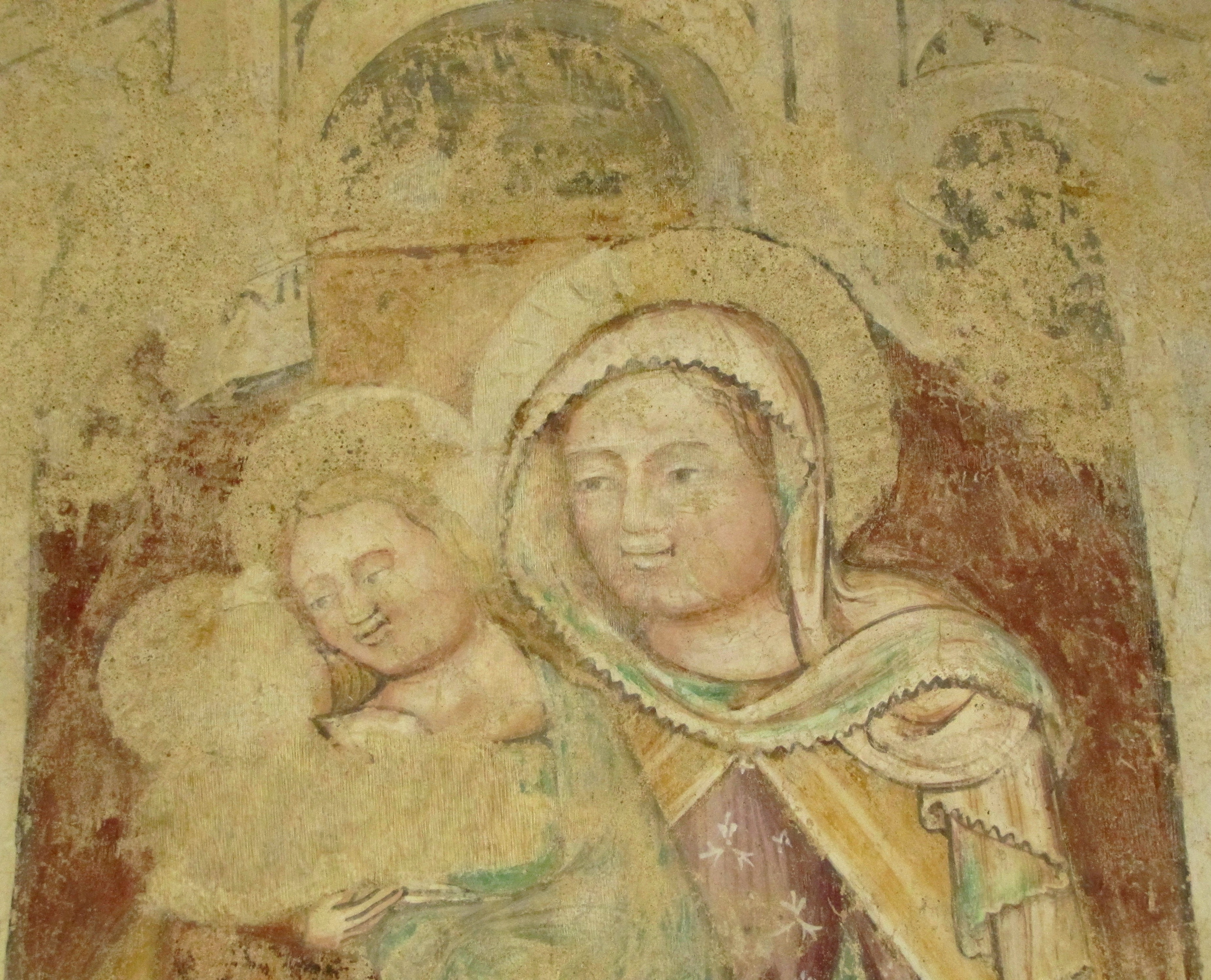
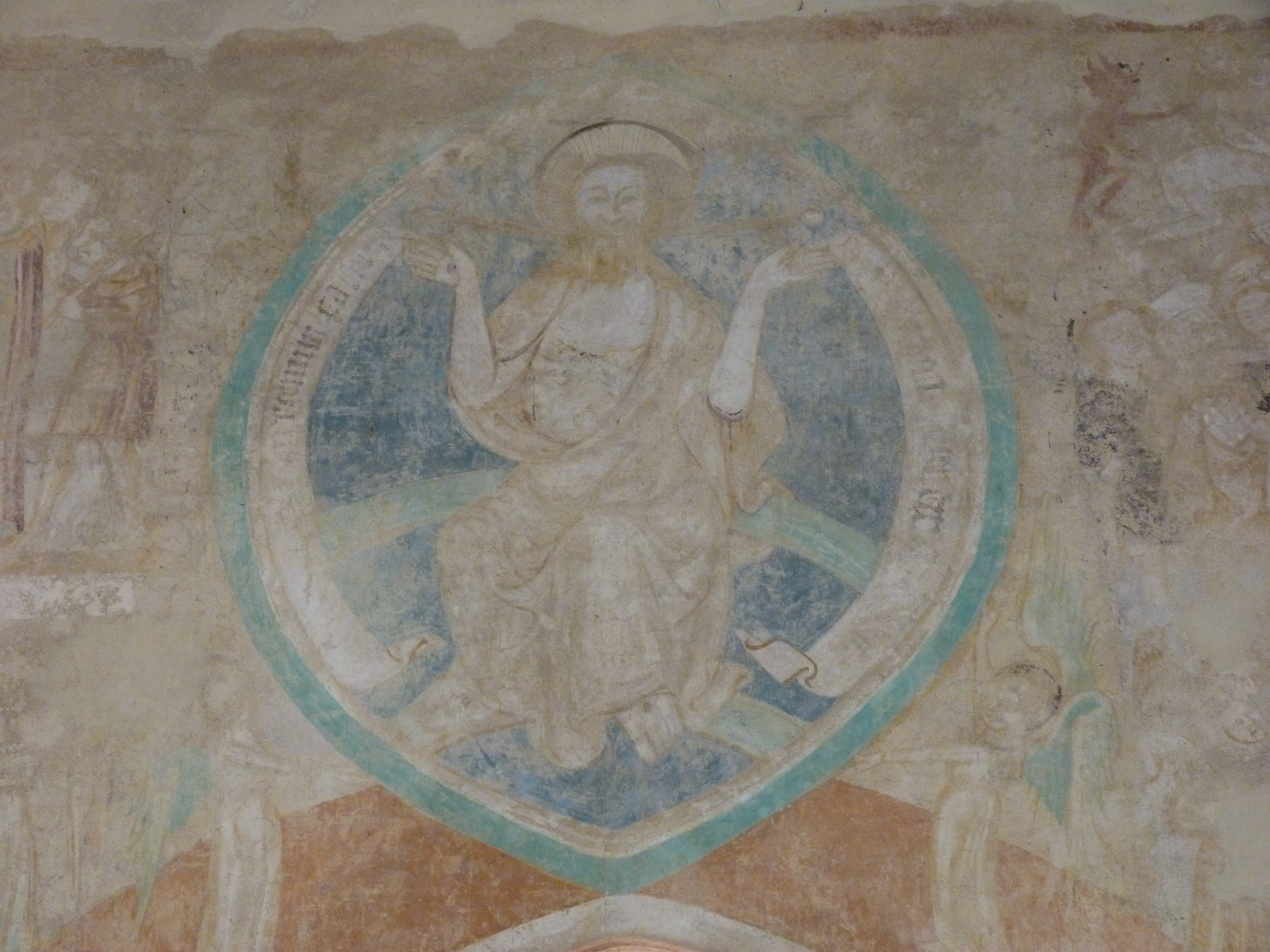

## Freskóvázlatok

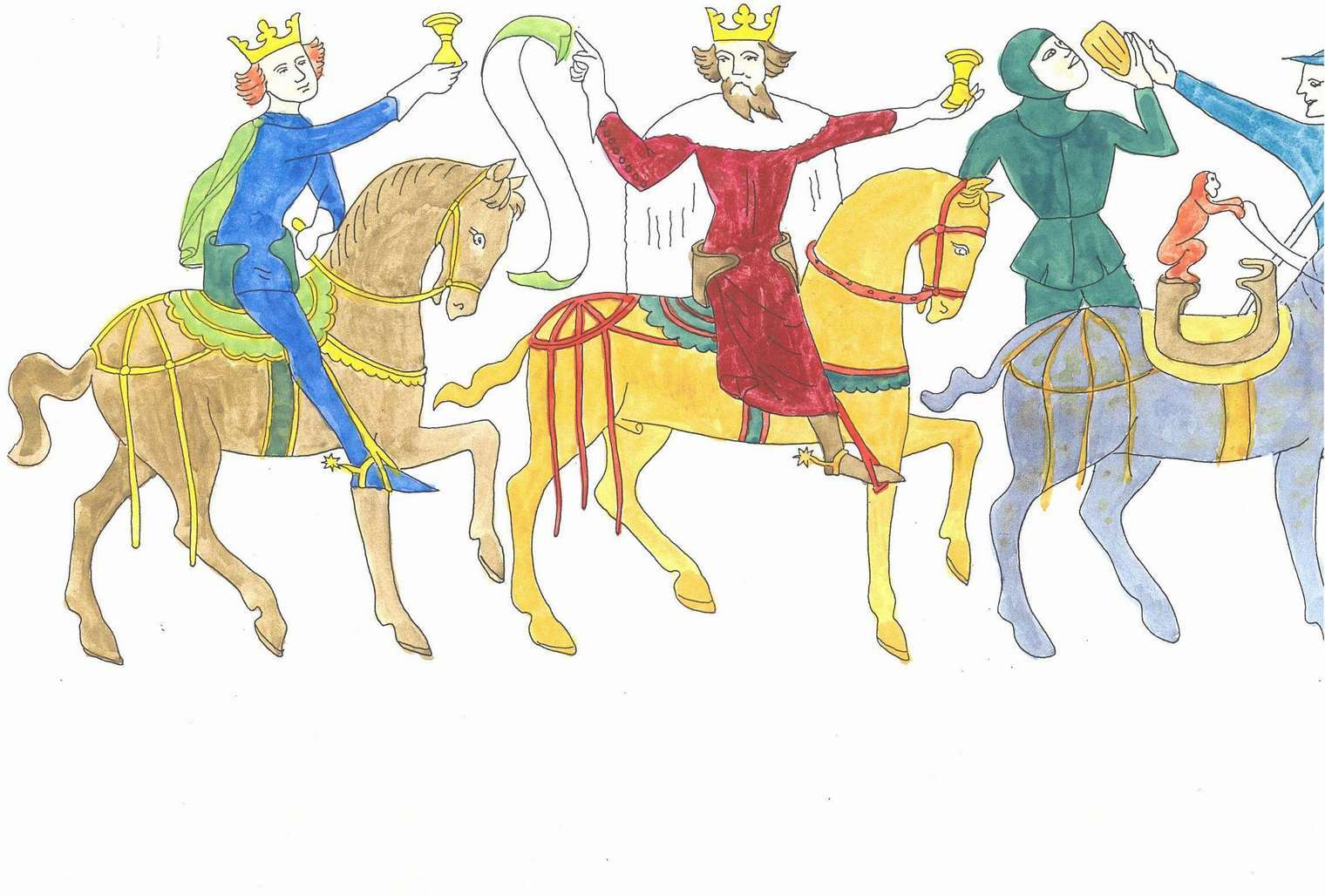
Az északi freskó nyugati oldala rajzon
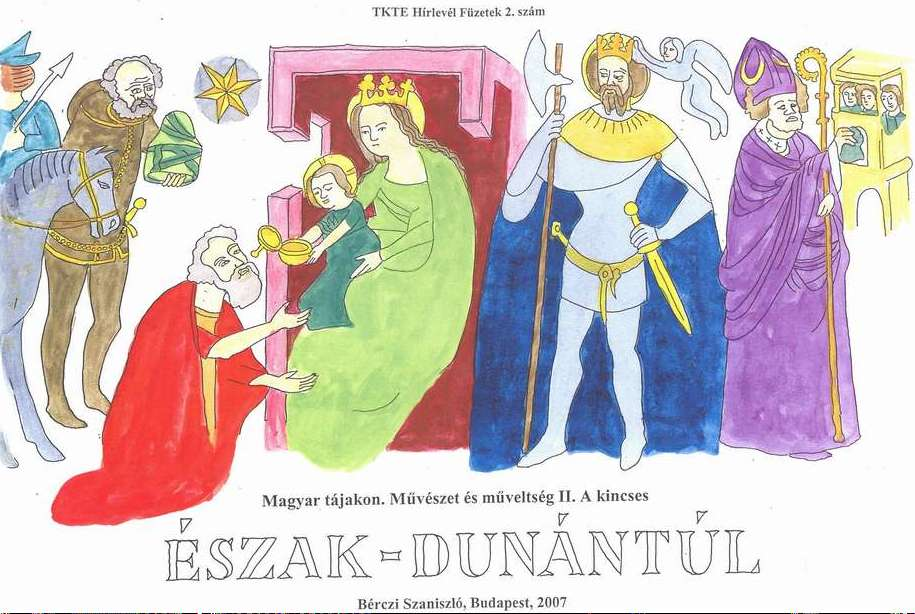
A Háromkirályok zarándoklata a kis Jézushoz. Bérczi Szaniszló munkája